# 2Cellos
2Cellos – chorwacki duet wiolonczelowy, działający od 2011 roku, który tworzą Luka Šulić i Stjepan Hauser. Duet tworzy muzykę w stylistyce classical crossover.

## Historia zespołu
Wiolonczeliści Luka Šulić i Stjepan Hauser założyli zespół 2Cellos w 2011. Nagrali wówczas cover utworu „Smooth Criminal” Michaela Jacksona, który umieścili na serwisie YouTube. Nagranie doczekało się 13 mln wyświetleń. W tym samym roku duet zrealizował nagrania materiału na swój debiutancki album studyjny zatytułowany 2Cellos. Na płycie znalazły się covery piosenek wykonawców, takich jak m.in.: Guns N’ Roses, Nine Inch Nails, Sting, Coldplay, Nirvana, Muse czy Kings of Leon. Jak tłumaczyli muzycy, wybrali utwory, które mogli zagrać na wiolonczelach. Dodatkowym efektem debiutanckiej sesji nagraniowej był mały krążek z coverem „Welcome to the Jungle” zespołu Guns N’Roses.

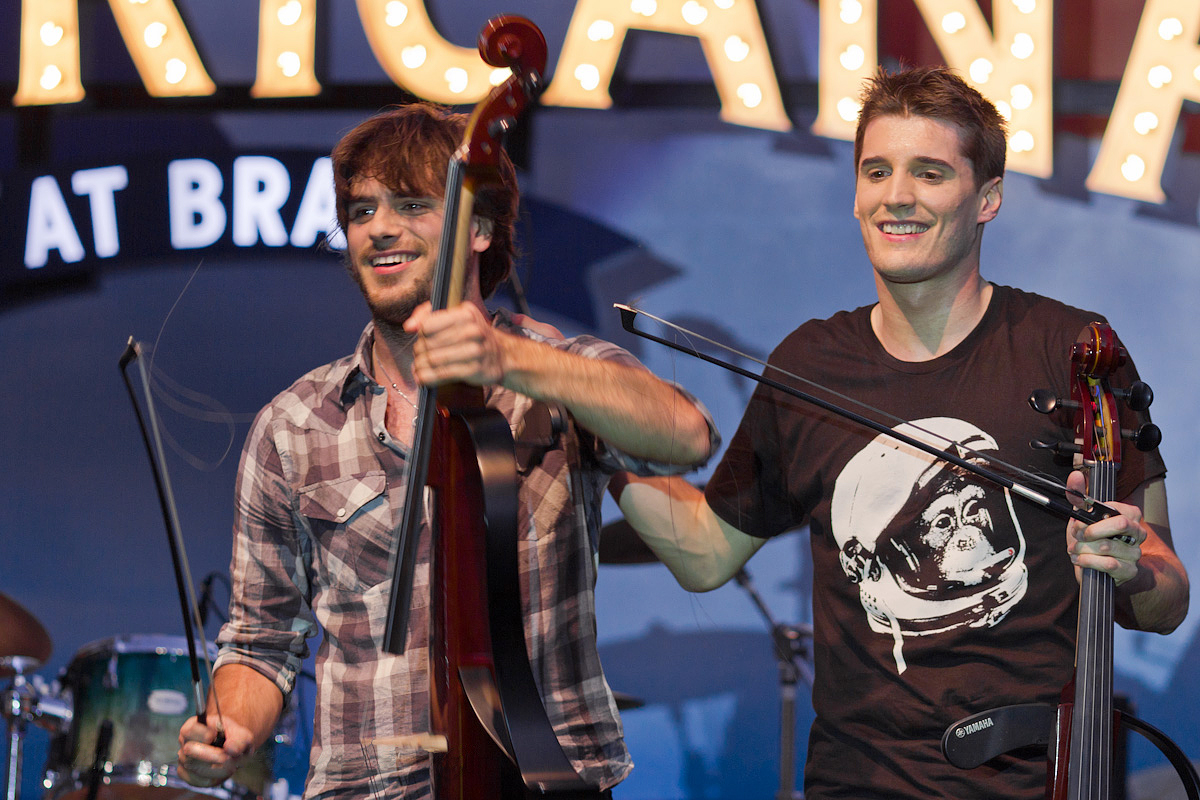
2Cellos, 2011

Po nagraniu albumu wyruszyli w swoją pierwszą trasę koncertową. Wystąpili jako support Eltona Johna na jego prośbę. Na początku 2012 wystąpili gościnnie w trzecim sezonie Glee, wykonując „Smooth Criminal” w jednym z odcinków serialu. 4 czerwca 2012 wystąpili z Eltonem Johnem na koncercie z okazji jubileuszu królowej Elżbiety II.
W 2013 wydali drugi album studyjny pt. In2ition. W nagraniu płyty wzięli udział: Elton John, Lang Lang, Naya Rivera, Steve Vai, Sky Ferreira i Zucchero, a producentem albumu został Bob Ezrin. Na płycie znalazły się covery utworów artystów, takich jak: AC/DC, Coldplay, Muse, The Magnetic Fields, Elton John, Zucchero, The Prodigy, Rihanna, Calvin Harris i Karl Jenkins. Album dotarł na 1. miejsce listy albumów w Japonii. W tym samym roku wyruszyli w swoją drugą trasę koncertową, ponownie supportując Eltona Johna. W marcu 2013 po raz pierwszy odbyli pierwsze indywidualne tournée po Japonii.

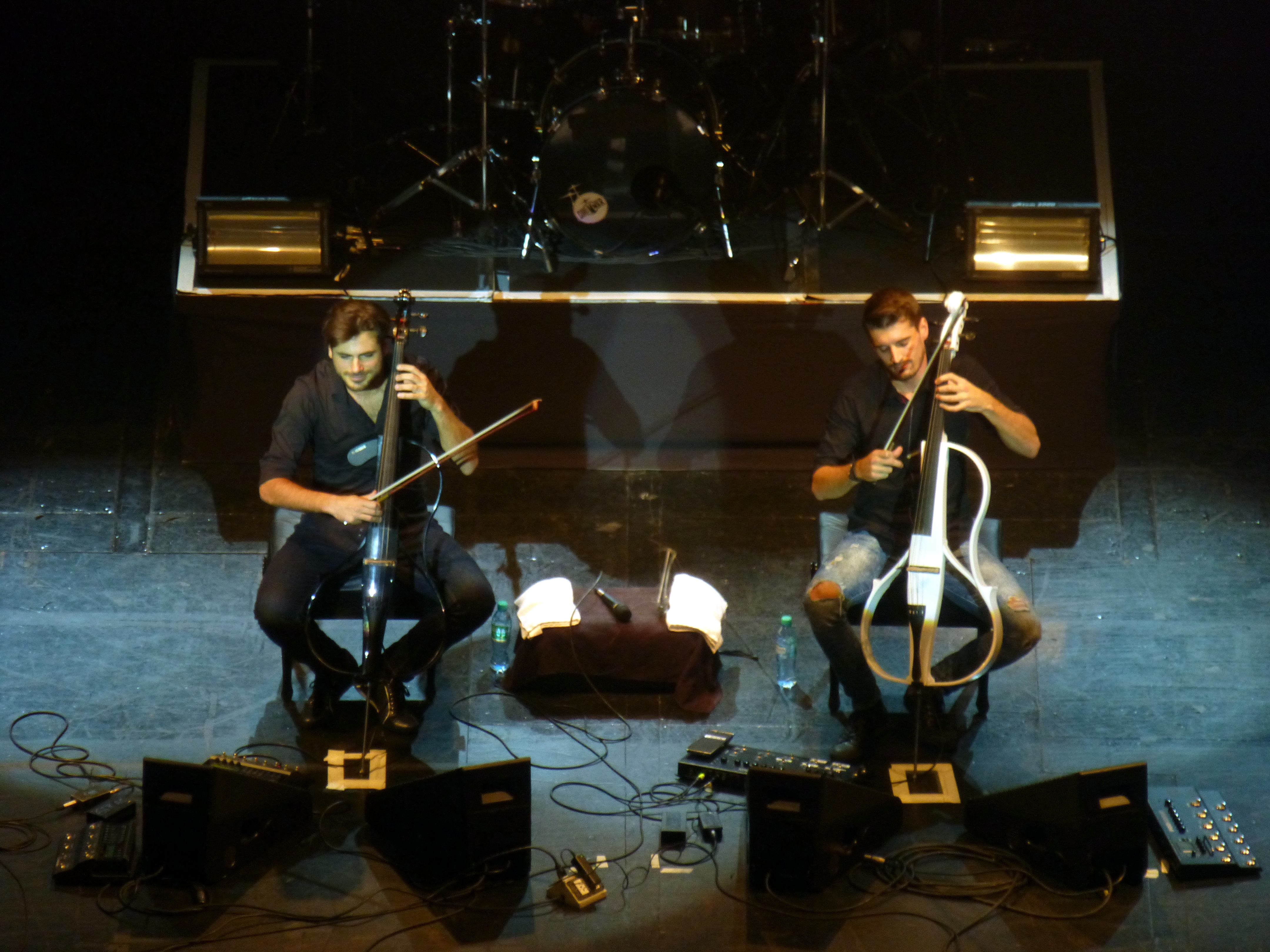
2Cellos podczas koncertu w Buenos Aires, 2015

W lutym 2014 na kanale YouTube ukazał się kolejny cover w wykonaniu 2Cellos – „Thunderstruck” AC/DC. W styczniu 2015 duet wydał swój trzeci album studyjny pt. Celloverse, zawierający covery piosenek artystów, takich jak: Steve Harris, Marcus Mumford, AC/DC, Muse, Sting, Hans Zimmer, Avicii, Michael Jackson, Paul i Linda McCartneyowie oraz Radiohead.
24 listopada 2016, z okazji 25. rocznicy śmierci Freddiego Mercury’ego, nagrali cover utworu „The Show Must Go On” z repertuaru Queen. Na serwisie YouTube umieszczono teledysk do utworu. W 2017 wydali czwarty album studyjny pt. Score, zawierający interpretacje utworów wykorzystanych na ścieżkach dźwiękowych różnych filmów. Na płycie znalazły się covery piosenek wykonawców, takich jak: Ramin Djawadi, Enya, Roma Ryan, James Horner, Francis Lai, Carl Sigman, Ennio i Andrea Morricone, Henry Mancini, Johnny Mercer, Larry Kusik, Nino Rota, James Horner, Will Jennings, Hans Zimmer, Stanley Myers, John Williams, Vangelis, Klaus Badelt i Ridley Scott. W latach 2017–2018 odbyli światową trasę koncertową. W październiku 2018 wydali piąty studyjny album pt. Let There Be Score. Na albumie znalazły się covery piosenek następujących wykonawców: Survivor, Pentatonix, Eda Sheerana, Led Zeppelin, The White Stripes, Queen, Johna Lennona i Antonia Vivaldiego.  Na przełomie zimy i wiosny 2019 odbyli trasę koncertową w USA.
W 2021 ukazał się szósty studyjny album 2Cellos pt. Dedicated. Na albumie znalazły się covery piosenek: OneRepublic, Billie Eilish, Guns N’ Roses, Beyoncé Knowles, Lady Gagi, Imagine Dragons, Eda Sheerana, Justina Biebera, Aerosmith, Bon Jovi, Paula Simona i Arta Garfunkela.

## Dyskografia
- 2Cellos (2011)
- In2ition (2013)
- Celloverse (2015)
- Score (2017)
- Let There Be Cello (2018)
- Dedicated (2021)